# Арчі (Міссурі)
Арчі (англ. Archie) — місто (англ. city) в США, в окрузі Кесс штату Міссурі. Населення — 1268 осіб (2020).

## Географія
Арчі розташоване за координатами 38°28′56″ пн. ш. 94°21′2″ зх. д. / 38.48222° пн. ш. 94.35056° зх. д. (38.482184, -94.350635).  За даними Бюро перепису населення США в 2010 році місто мало площу 3,09 км², з яких 2,99 км² — суходіл та 0,09 км² — водойми.

## Демографія
Згідно з переписом 2010 року, у місті мешкало 1170 осіб у 441 домогосподарстві у складі 317 родин. Густота населення становила 379 осіб/км².  Було 485 помешкань (157/км²).
Расовий склад населення:
| - 96,9 % — білих - 0,5 % — чорних або афроамериканців - 0,3 % — вихідців з тихоокеанських островів - 0,3 % — корінних американців - 0,2 % — азіатів |

До двох чи більше рас належало 1,0 %. Частка іспаномовних становила 2,0 % від усіх жителів.
За віковим діапазоном населення розподілялося таким чином: 30,3 % — особи молодші 18 років, 56,8 % — особи у віці 18—64 років, 12,9 % — особи у віці 65 років та старші. Медіана віку мешканця становила 33,2 року. На 100 осіб жіночої статі у місті припадало 97,3 чоловіків;  на 100 жінок у віці від 18 років та старших — 93,4 чоловіків також старших 18 років.
Середній дохід на одне домашнє господарство  становив 53 592 долари США (медіана — 47 222), а середній дохід на одну сім'ю — 63 293 долари (медіана — 60 250). Медіана доходів становила 39 833 долари для чоловіків та 36 333 долари для жінок. За межею бідності перебувало 17,8 % осіб, у тому числі 29,3 % дітей у віці до 18 років та 8,0 % осіб у віці 65 років та старших.
Цивільне працевлаштоване населення становило 564 особи. Основні галузі зайнятості: освіта, охорона здоров'я та соціальна допомога — 20,4 %, виробництво — 19,0 %, будівництво — 10,3 %, роздрібна торгівля — 9,8 %.